# 백원교
백원교(白元敎 1900년 ~ ?)는 일제강점기 때의 경찰이며, 경시 계급까지 올랐다.

## 생애
1900년 12월 23일 황해도에서 태어났다. 1924년부터, 1927년까지 황해도 웅진경찰서 경부보를 지냈고, 1928년과 1929년 황해도 경찰부 경무과 경부 겸 고등경찰과 경부로서, 순사교습소 경부를 겸했다. 그러던 중, 재직 중이던 1928년 11월에 쇼와 천황 즉위기념 대례기념장을 받았으며, 1930년 황해도 사리원경찰서로 옮겨, 경부(보안계 주임)를 지냈다. 같은 해 3월 약 10일간 일본 도쿄·쿄토·오사카 등지로 사무시찰을 다녀왔다. 1939년 6월 훈8등 서보장을 받았다. 
재직 당시, 중일전쟁 관련 군사수송 경계, 군용물자 조달 등 전시 업무를 수행한 공로가 인정되어, “지나사변공로자공적조서”에 이름이 올랐다. 1940년 11월 황해도 경시로 승진하면서 퇴직했다. 퇴직 후인, 1943년 6월 주식회사 견영사 취체역을 맡았다. 같은 해, 7월 황해도 봉산군 학교비 평의원에 당선했으며, 11월에는 항공기 헌금으로 200원을 헌납했다. 
해방 후, 헌병대 장교를 지냈으며, 1949년 5월 반민특위에 체포되었다.

## 참고 자료
- 친일인명사전편찬위원회 (2009). 《친일인명사전》. 212쪽.